# Tempio greco

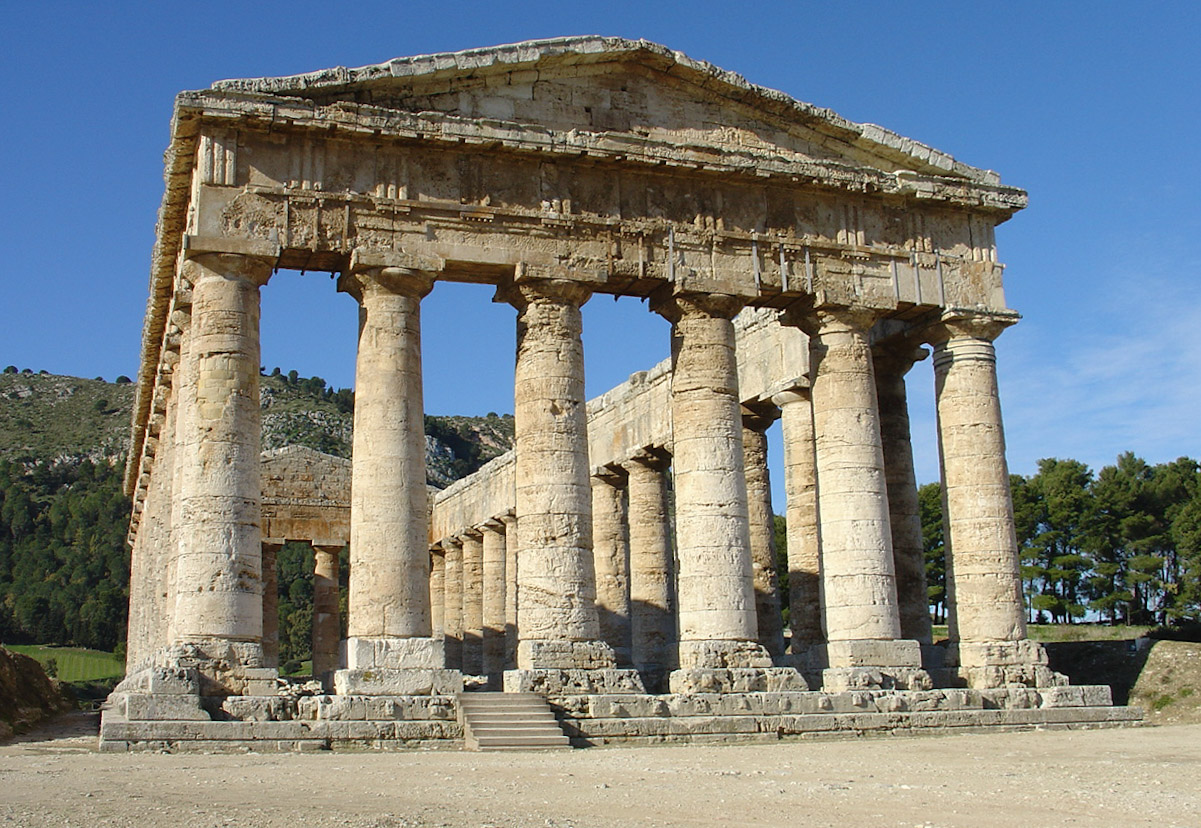
Tempio di Segesta

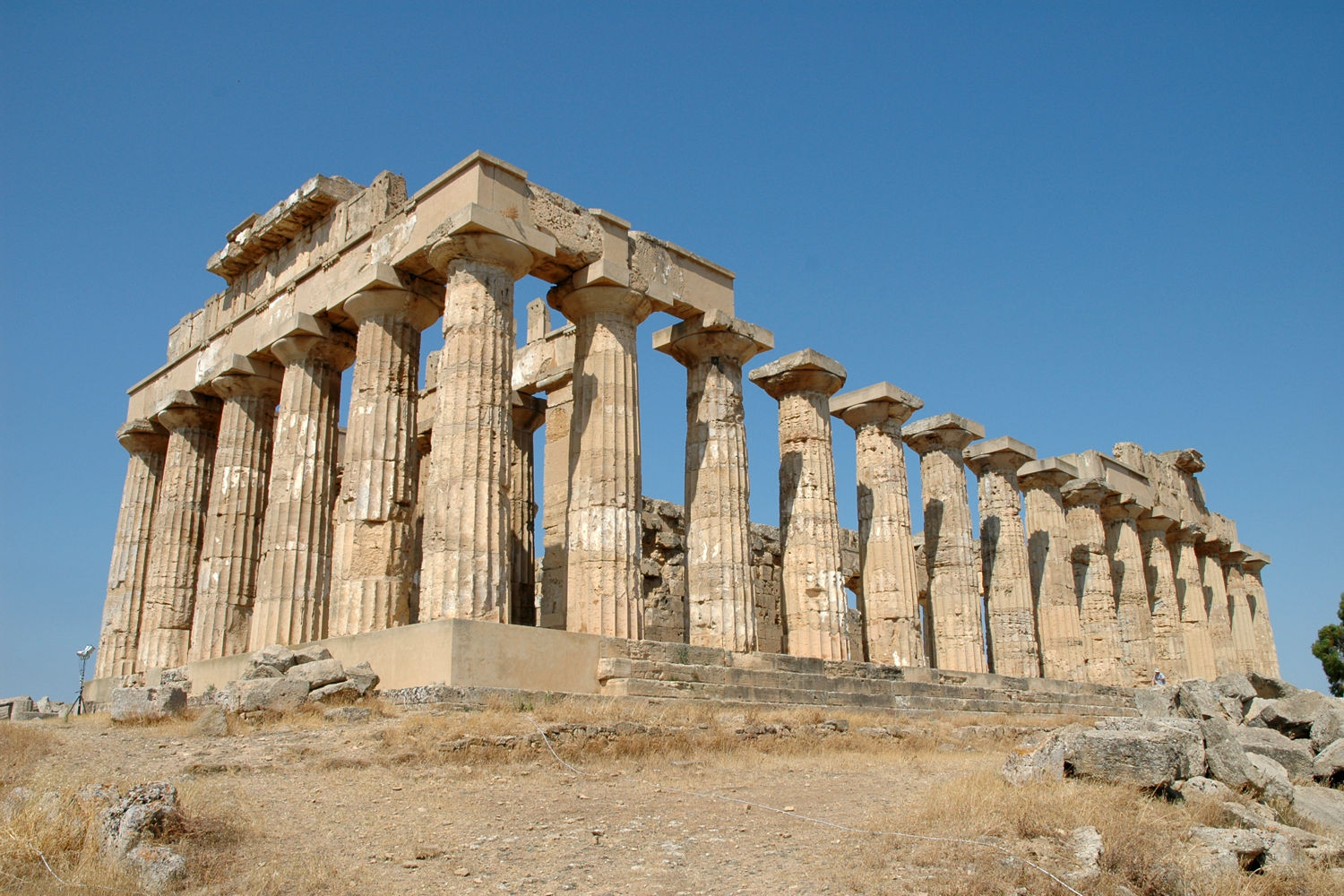
Tempio E di Selinunte

Il tempio greco potrebbe anche essere considerato la più impegnativa realizzazione dell'antica architettura greca. La codificazione sviluppata in età arcaica per l'architettura templare diventerà con l'ellenismo il linguaggio universale del mondo mediterraneo.

## Caratteristiche
Per i Greci il tempio era la vera e propria casa di Dio (oikos), collocata nella cella (naos). Questa ospitava la statua della divinità, e il sacerdote era l'unico ad averne accesso, mentre il culto si svolgeva su un altare situato davanti al tempio ed all'interno del recinto sacro (temenos) in cui erano situati il tempio ed altri edifici ad esso connessi. Il luogo sacro (santuario) poteva ad esempio ospitare una serie di costruzioni di uso pratico, come i "tesori" (thesàuroi), che ospitavano i doni votivi – preziosi o anche di terracotta – offerti dalle città o da semplici cittadini, sale per banchetti (hestiatòria) e portici (stoai). L'ingresso all'area sacra poteva essere protetto da propilei.
Il tempio greco è sempre orientato est-ovest, con l'ingresso aperto verso est. In questa peculiarità si differenzia nettamente dai templi romani che sono invece generalmente orientati nord-sud, posti su un alto podio cui si accede mediante un'ampia scalinata da sud.

### Le parti del tempio

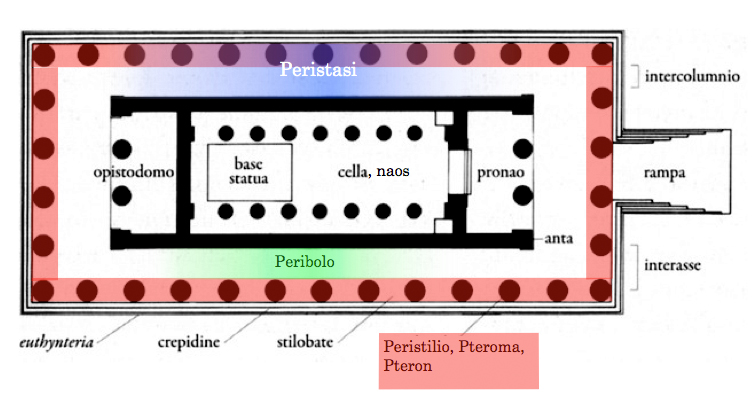
Schema riassuntivo della nomenclatura del tempio greco (in questo caso un tempio periptero esastilo)

Sulla superficie superiore (stilobate) di una piattaforma, sopraelevata rispetto al terreno circostante, per mezzo di pochi gradini (crepidoma), si elevava la struttura del tempio, caratterizzata dalle colonne.
Nella cella (naos) era generalmente situata la statua della divinità. Lo spazio antistante l'ingresso alla cella prende il nome di pronao (pronaos o prodromos), mentre il corrispondente spazio sul retro della cella prende il nome di opistodomo (opisthodomos). Quando vi è un altro vano sul retro della cella (caratteristica soprattutto dei templi dorici in Sicilia), allora si parla di adyton.
I colonnati erano edificati utilizzando il sistema trilitico, cioè "a tre pietre": due sostegni verticali ed un elemento orizzontale, che copre lo spazio tra i due. Da questo vengono elaborati i diversi ordini architettonici, caratterizzati da precisi rapporti proporzionali tra i diversi elementi che lo compongono. La colonna, costituita da capitello, fusto ed eventualmente base, è sormontata da una trabeazione, composta a sua volta da architrave, fregio e cornice. Sui lati corti, facciata e retro, gli spioventi del tetto determinano la presenza di un frontone, sul quale a sua volta poggiano – agli angoli e al vertice – sculture decorative generalmente in terracotta dipinta, gli acroteri.

### Le forme del tempio rispetto alla pianta

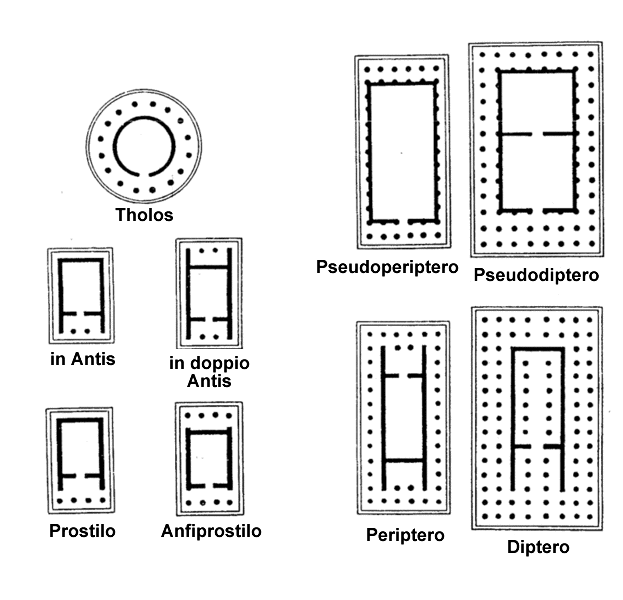
Tipologie di templi

La disposizione delle colonne determina la classificazione dei tipi di pianta del tempio greco, che ci è stata tramandata da Vitruvio (De architectura, 3,2):
- tempio in antis: in cui le pareti dei lati lunghi della cella (naos) si prolungano in avanti fino a costituire le cosiddette ante (antae) e delimitare lateralmente il pronao (pronaos);
- tempio in doppio antis (o amphi-templum "in antia" o doppiamente in antis): è un tempio in antis con l'opistodomo (opisthodomos) nella parte diametralmente opposta rispetto al pronao (pronaos);
- tempio prostilo (prostylos): di fronte al pronao è presente un colonnato antistante (prostòon); in tal caso può mancare l'intero pronao
- tempio anfiprostilo (anphyprostilos): sia la fronte che il retro presentano il colonnato;
- tempio periptero (peripteros): un colonnato quadrangolare (ptèron o peristasi) circonda tutti e quattro i lati della cella (naos). Lo spazio tra il colonnato e il muro della cella veniva detto ambulacro[1];
- tempio pseudoperiptero che ha una notevole diffusione in età ellenistica e quindi romana, caratterizzato da una peristasi costituita da semicolonne o lesene addossate ai muri esterni della cella e da una fila aggiuntiva di colonne ma solo sui lati corti. La cella poteva in tal modo essere realizzata con una maggiore ampiezza; quest'ultima tipologia viene citata da Vitruvio (De architectura, 4,8,6) tra quelle ritenute anomale. Vitruvio invece non menziona la tipologia del tutto priva di colonnato esterno (oikos), che ai suoi tempi era ormai scomparsa;
- tempio diptero (dypteros): il porticato quadrangolare (peristasi) presenta, anche sui lati lunghi, una doppia fila di colonne;
- tempio pseudodiptero: caratterizzato da una prima fila di semicolonne o lesene addossate ai muri esterni della cella, da una fila aggiuntiva di colonne su tutti e quattro i lati e da una terza fila solo sul lato anteriore. la peristasi quadrangolare nel mezzo è posta ad una distanza doppia rispetto ai muri della cella, ossia quando il tempio è circondato da un colonnato dell'ampiezza di due intercolumni;
- tempio monoptero: quando il tempietto ha una forma circolare ed è privo di cella;
- tempio a thòlos (o monoptero-periptero): quando il tempietto circolare è provvisto di cella.
- tempio ipetro (hypaetros): nel quale, per le dimensioni colossali che rendevano impossibile realizzare il tetto, la cella (o la sua navata centrale) risultava scoperta.

### Definizione in base al numero delle colonne nel prospetto anteriore
A seconda del numero delle colonne presenti in facciata, il tempio è inoltre definito come "distilo" ("con due colonne"), "tetràstilo", "esàstilo", "octàstilo", "decàstilo", o persino "dodecàstilo" (rispettivamente con quattro, sei, otto, dieci o dodici colonne sulla facciata). Raro è il caso di un numero di colonne dispari che è un segno di arcaicità come nel tempio "ennàstilo" di Hera a Paestum. Il numero delle colonne laterali è proporzionato a quello delle colonne in facciata, e può essere pari al doppio, al doppio + 1, o al doppio + 2 di esse: per esempio un tempio esàstilo potrebbe avere dodici, o più frequentemente tredici o quattordici colonne sui lati lunghi; raramente quindici o sedici.

### Le cinque classificazioni del tempio in base all'alzato
Cinque sono le denominazioni dei tipi di templi in base all'intercolumnio:
- Picnostilo (Pyknostylos): con colonne molto fitte. L'intercolumnio equivale ad un diametro e mezzo delle colonne. L'altezza delle colonne è dieci volte il loro diametro.
- Sistilo (Systylos): con colonne poco più distanziate. L'intercolumnio misura due volte il diametro delle colonne. L'altezza delle colonne è nove volte e mezzo il loro diametro.
- Diastilo (Diastylos): con colonne molto distanziate. L'intercolumnio è tre volte il diametro delle colonne. Questa soluzione presenta il problema del possibile cedimento dell'architrave. L'altezza delle colonne è otto volte e mezzo il loro diametro.
- Areostilo (Araeostylos): con colonne estremamente distanziate. In questo tipo di templi l'architrave può essere solo di legno. L'altezza delle colonne è otto volte il loro diametro.
- Eustilo (Eustylos): con colonne intervallate in modo giusto. L'intercolumnio misura due volte e un quarto il diametro delle colonne, tranne quelli posti centralmente, nella parte anteriore e sul retro, che ne misurano tre. L'altezza delle colonne è nove volte e mezzo il loro diametro all'imoscapo (estremità inferiore del fusto della colonna).

### Il colore nel tempio

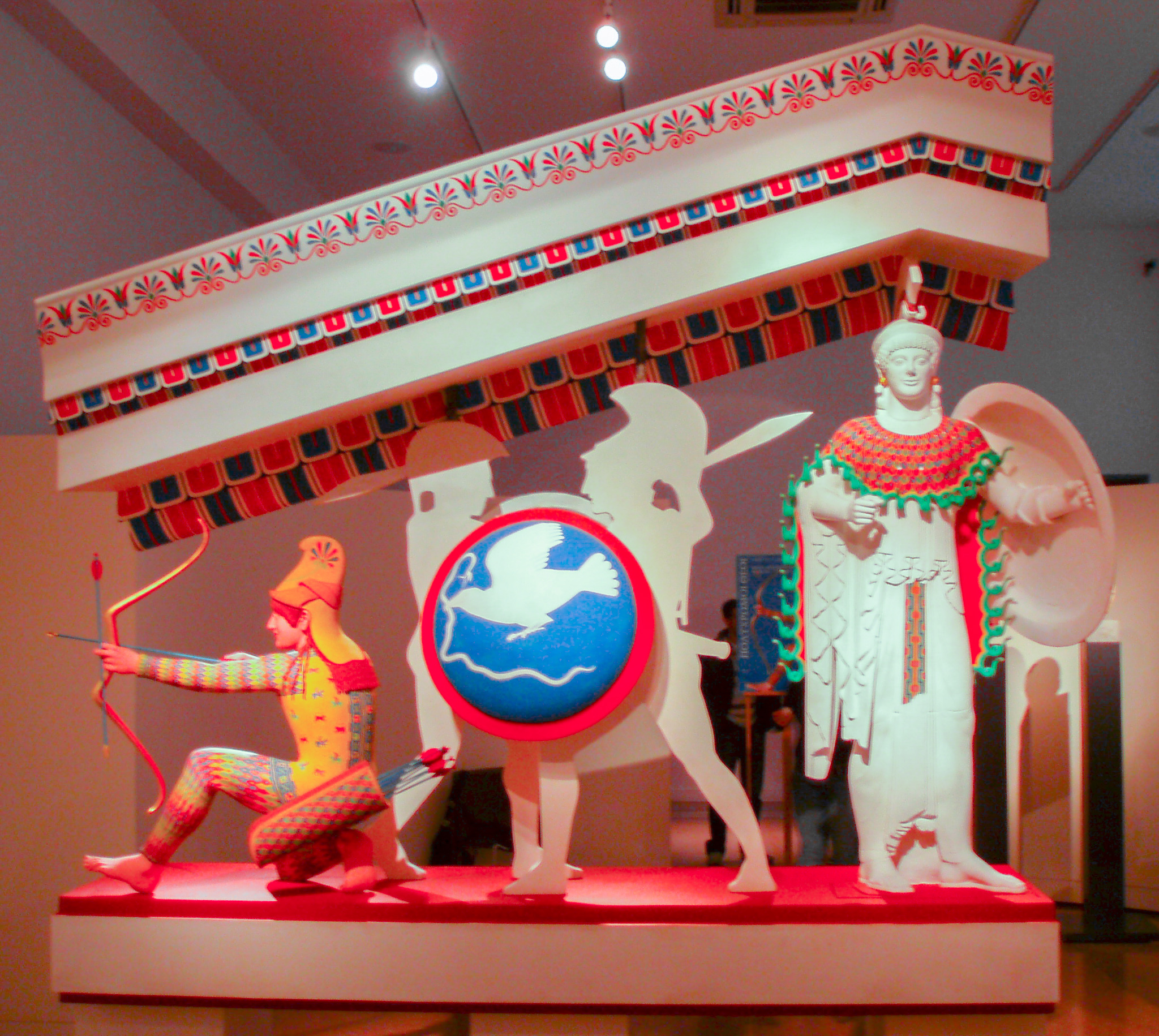
Ricostruzione di statue policrome inserite nel frontone occidentale del tempio di Atena Aphaia (Ἀφαία) a Egina (V secolo a.C.) (Staatliche Antikensammlungen und Glyptothek di Monaco di Baviera).

I templi greci, come le statue che accoglievano, appaiono ai nostri occhi monocromatici ovvero dell'unico colore della materia con cui venivano innalzati. In origine, invece, templi e statue erano riccamente colorati.

## Origini del tempio greco
Secondo quanto suggerisce Vitruvio (De architectura, 2,1,3) la struttura del tempio greco trasse la sua origine da primitivi edifici in argilla e travi di legno, inizialmente usati come abitazione, la cui pianta sembra essere stata caratterizzata da una terminazione curva, sostituita solo alla fine dell'VIII secolo a.C. da piante rettangolari.
Uno dei più antichi esempi precedenti delle strutture templari è rappresentato da una monumentale tomba di Lefkandi, nell'isola di Eubea, datata agli inizi del X secolo a.C. Si trattava di un edificio a pianta stretta e allungata (10 x 45 m), terminante sul fondo ad abside, con pareti in argilla e legname protette da un ampio tetto a spioventi. Il tetto sporgeva oltre le pareti, sostenuto da una fila di 67 sostegni in legno esterni, che sono il primo esempio di una peristasi. L'edificio, suddiviso internamente in più vani, fu utilizzato per la ricca sepoltura di una coppia regale e costituiva forse un heroon (ovvero tomba-santuario di un capo, considerato come un protettore divino).
Un altro esempio più recente riguarda una struttura rinvenuta negli scavi sotto il tempio di Apollo Daphnephòros a Eretria, lunga 35 m, ancora terminante ad abside e con il tetto sostenuto da una fila di sostegni centrali, risalente alla fine dell'VIII secolo a.C. Le ultime ricerche hanno messo in dubbio la funzione sacrale del Daphnephorion di Eretria, vedendo in esso un'abitazione di un wanax (sovrano) locale, all'interno della quale si svolgevano le pratiche rituali perpetrate dal capo della comunità. Un periptero dedicato ad Artemide, con il pronao a pianta semicircolare costituito sempre da sostegni in legno, è stato recentemente scoperto presso Patrasso (ad Ano Mazaraki).
Mentre nella Grecia continentale sembra essere diffusa la pianta "ad abside" (anche detta "a forcina"), a Creta sono attestati nel VII secolo a.C. edifici a pianta rettangolare e con copertura piana: tra gli esempi maggiormente noti è il tempio A di Priniàs (intorno al 625-620 a.C.), privo di ordini architettonici e con decorazioni scolpite, per il quale la presenza di un focolare interno richiama la struttura micenea del mégaron. In Asia Minore vengono eretti a partire dall VIII secolo a.C. i grandi templi di Samo e di Eretria.
Il tempio di Isthmia, costruito nella prima metà del VII secolo a.C. e sede dal 582 a.C. dei Giochi istmici in onore di Poseidone, presenta una cella meno allungata (1:4) e proporzioni ancora più allargate considerando la peristasi, di 7 x 18 colonne. I muri della cella erano costruiti in opera quadrata con blocchi regolari di pietra calcarea. La copertura del tetto con tegole in terracotta rese necessaria la sostituzione dei semplici pali usati come sostegno con colonne. La cella era suddivisa all'interno in due navate da una fila di sostegni centrali. L'uso delle tegole è ancora attestato nel corso dello stesso secolo nei santuari di Perachora e di Delfi.
Il tempio del santuario di Apollo a Thermo, in Etolia (intorno al 625 a.C., preceduto da edifici più antichi con pianta absidata), presentava i muri della cella in mattoni crudi poggiati su una piattaforma in pietra dove resta traccia dell'appoggio delle colonne in legno della peristasi. La cella era ancora a due navate e presentava un profondo opistodomo sul retro. Le sue pareti esterne erano decorate da un fregio su lastre di terracotta dipinte.

## Tempio dorico

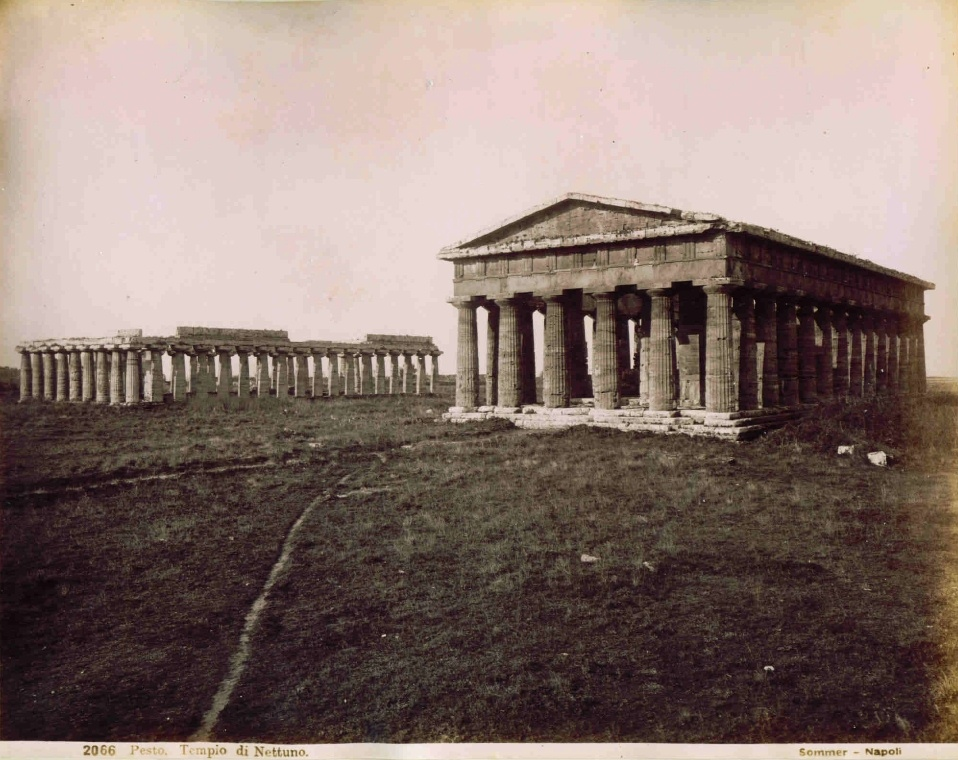
Paestum, i cosiddetti Basilica e Tempio di Nettuno, in una foto di Giorgio Sommer (1834-1914)

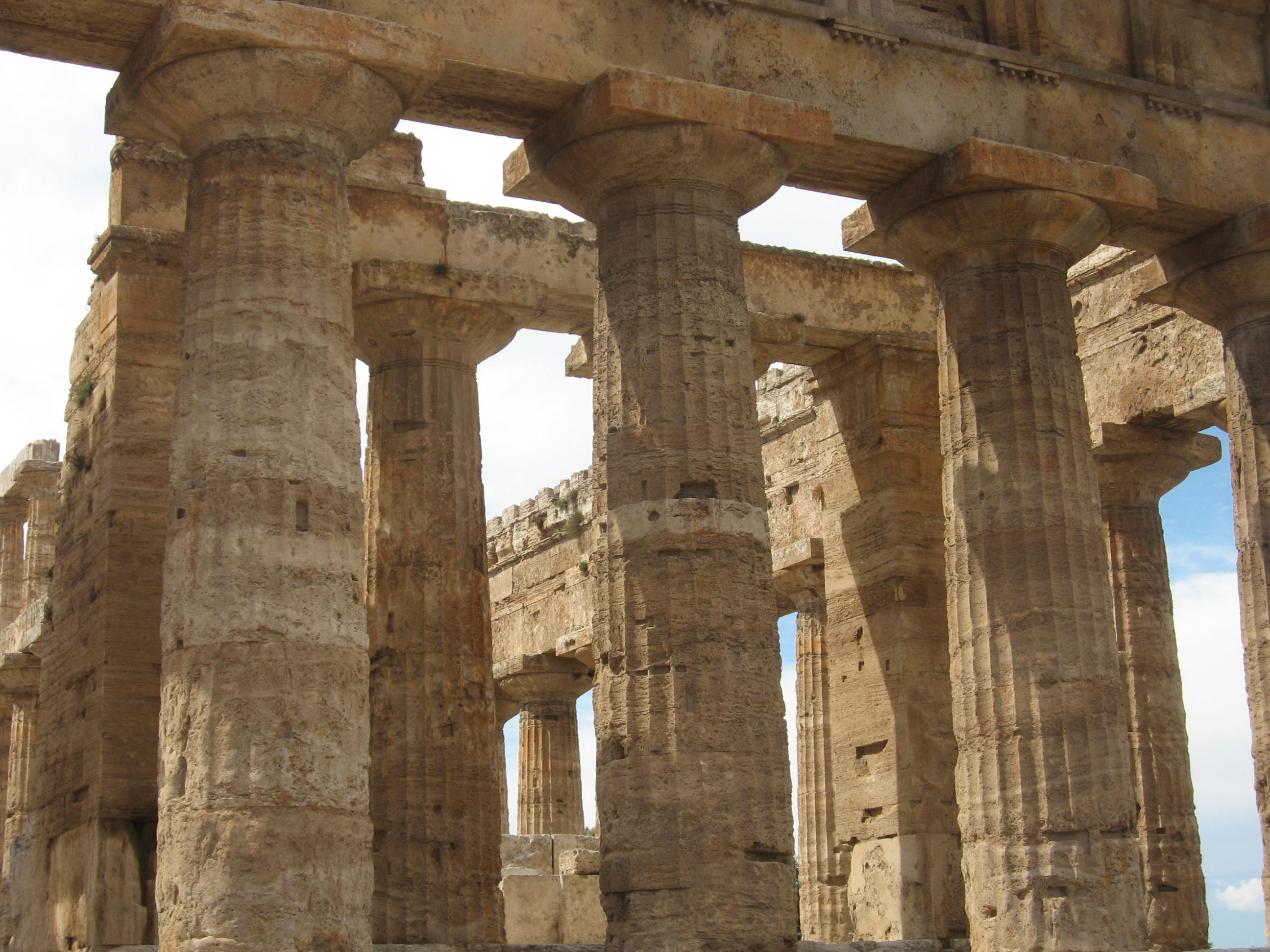
Il tempio greco: un'architettura dove l'interno interagisce con l'esterno

### Origine e la sua evoluzione
Dopo un lungo periodo di sviluppo nei periodi geometrico e orientalizzante, il tempio dorico comparve nella sua conformazione canonica nel VII secolo a.C. Basandosi anche su fonti antiche, si suppone che gli elementi decorativi dell'ordine dorico fossero in origine elementi funzionali di una struttura di legno. Ad esempio i triglifi sembrano derivare dalla testata delle travature della copertura, mentre le metope non sarebbero altro che l'evoluzione delle tamponature fra una trave e l'altra. Ciò sarebbe confermato anche dalla posizione dei triglifi, posti in asse a ciascuna colonna e quindi razionali dal punto di vista strutturale; così come le guttae situate al di sotto dei triglifi, non rappresenterebbero altro che le teste dei chiodi originari.
L'origine dell'ordine dorico dall'architettura in legno è anche confermata da fonti letterarie come Vitruvio e Plutarco, che descrive l'antico tempio di Hera ad Olimpia con ancora presenti alcune colonne di legno, che venivano progressivamente sostituite da colonne in marmo man mano che si deterioravano.

### Caratteristiche del Tempio dorico
Il concetto che sta alla base del tempio greco, e che si riscontra in modo particolare nel tempio dorico, è la continua relazione che esiste fra l'elemento divino e quello umano. Tale relazione fondava le basi della religione greca ed era molto diversa da quella orientale (ad esempio egiziana), dove il divino era nettamente separato dall'umano: l'interno di un tempio era appannaggio di una ristretta casta sacerdotale; l'imponenza e la gravità architettonica rappresentavano la grandezza divina che in quanto tale doveva essere monumentale.
La diversa concezione religiosa che avevano i Greci si riscontra nella costruzione architettonica del tempio che era strettamente funzionale al loro concetto di relazione con il divino.
Il tempio greco veniva costruito dal popolo ed era un edificio che custodiva al suo interno la cella con la statua della divinità, ma il cui centro religioso non era la cella: infatti, il grande altare dove si svolgevano i riti ed i sacrifici si trova al di fuori del tempio, davanti all'ingresso. Il popolo accorreva al tempio, partecipava alle processioni che si svolgevano nella peristasi ed accedeva alla cella dove onorava la divinità, ma le grandi celebrazioni si svolgevano all'esterno. Così come le divinità olimpiche erano presenti fra gli esseri umani ed interagivano con essi interferendo nelle loro vicissitudini, allo stesso modo il tempio è una costruzione al tempo stesso aperta e chiusa, dove l'interno interagisce con l'esterno e l'esterno con l'interno. La peristasi si trova al coperto ma è un luogo aperto sull'esterno: la luce filtra all'interno del tempio, e dall'esterno si scorgono le ombre e le oscurità interne; in questo gioco hanno un ruolo fondamentale la forma delle colonne, le loro scanalature, il rapporto fra colonne ed intervalli, le proporzioni generali dell'edificio.

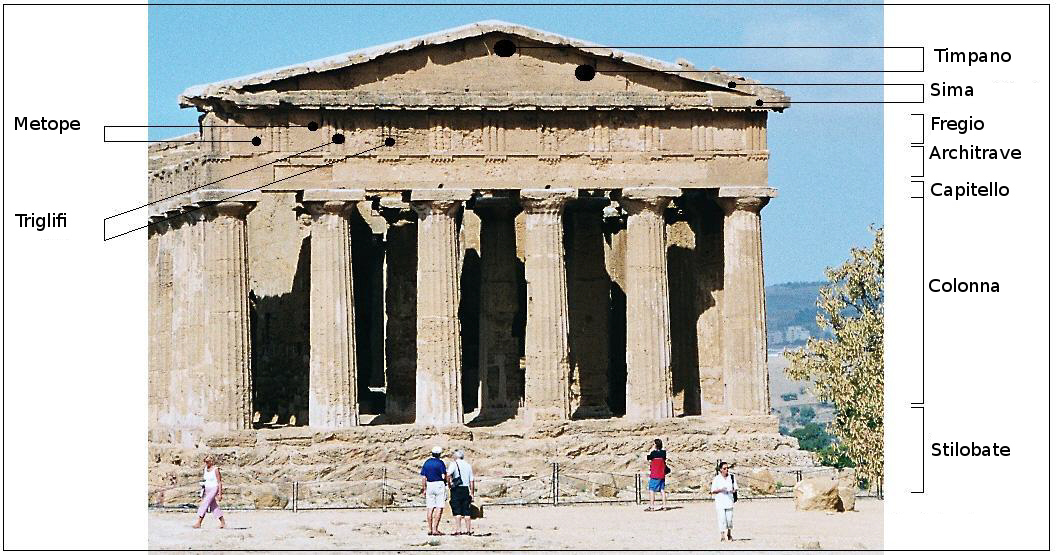
I principali elementi architettonici in un tempio dorico (Agrigento, Tempio della Concordia)

#### Elementi peculiari
Le caratteristiche peculiari del tempio dorico sono:
- il basamento del tempio (crepidoma o stereobates) su cui poggiano direttamente le colonne; il piano su cui poggia la colonna viene chiamato stylobates;
- la colonna (stylos):
  - che manca sempre della base, a differenza degli altri stili che ne possiedono una;
  - che è poco slanciata e si assottiglia lievemente ma in modo regolare (rastremazione) man mano che procede verso l'alto per raggiungere il capitello; presenta inoltre un lieve rigonfiamento a circa un terzo dell'altezza chiamata entasis;
  - che è composta generalmente da rocchi di forma grossomodo cilindrica sovrapposti l'uno all'altro, segnati sempre da larghe scanalature (che possono variare nel loro numero), eseguite solo dopo la sovrapposizione dei rocchi;
  - sulla cui cima si trova il capitello, quest'ultimo composto da un elemento circolare convesso o tronco-conico (echìno) (che nel corso del tempo si è andato evolvendo appunto da una forma a profilo tondo ad una più troncoconica) e da un blocco a forma di parallelepipedo a base quadrata (àbaco o dado) postovi sopra;
- la trabeazione costituita da:
  - l'architrave formato da una fila di grandi blocchi lisci posti senza soluzione di continuità sopra le colonne;
  - il fregio, della stessa altezza e lunghezza dell'architrave, posto al di sopra di quest'ultimo e costituito ad intervalli regolari da un'alternanza di metope e triglifi, questi ultimi con guttae (gocce) pendenti, piccoli elementi decorativi di forma cilindrica o tronco-conica;

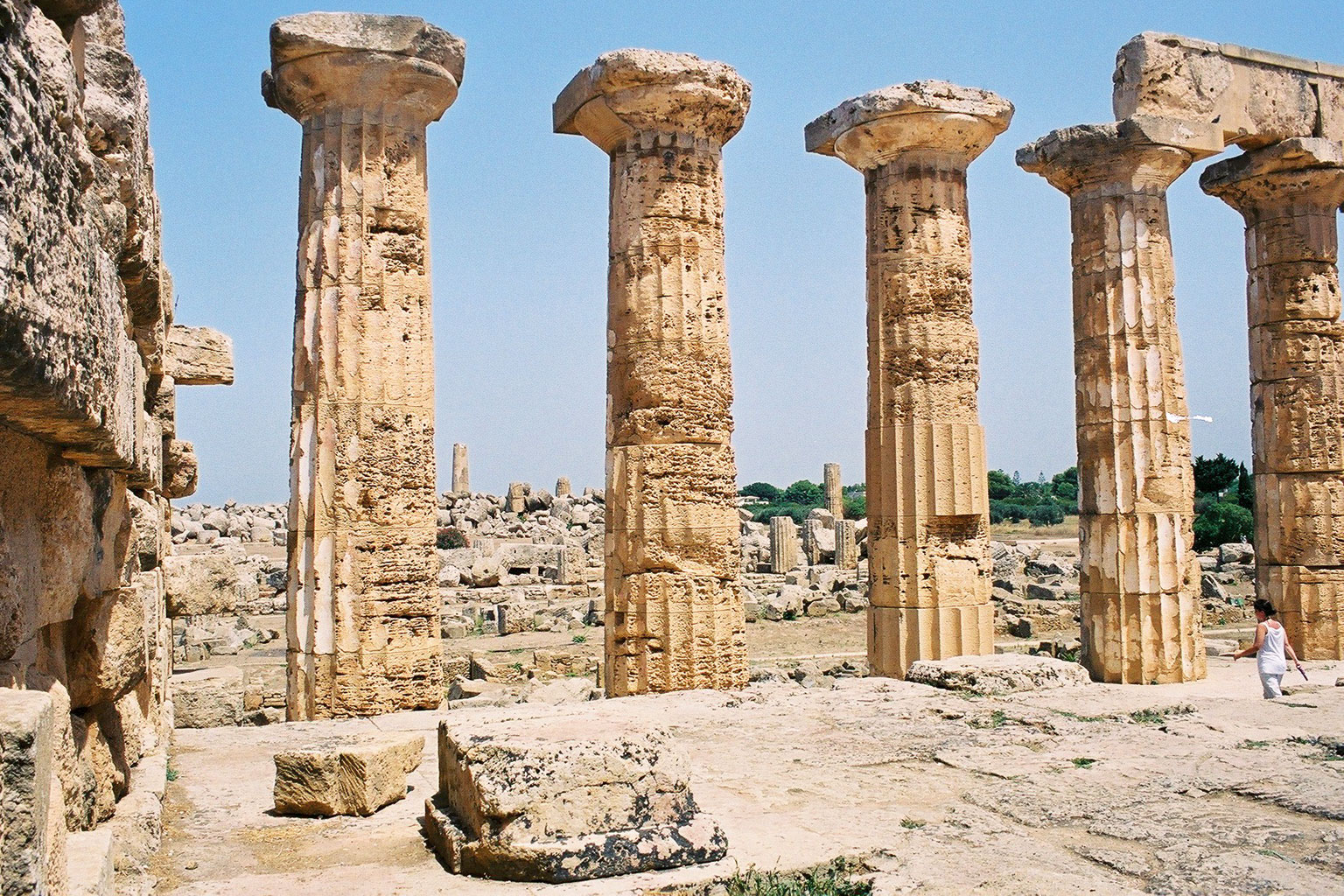
Resti di stuccatura sulle colonne del Tempio E a Selinunte

- il frontone, di forma triangolare, formato da una cornice aggettante che inquadra una superficie muraria triangolare chiamata timpano; la cornice è formata da: un elemento orizzontale (ghèison orizzontale) decorato sulla superficie inferiore con basse tavolette (mutuli) ornate da più file di guttae; e da due altri elementi inclinati convergenti con una parte più sporgente (ghèison obliquo o sima) ai quali si appoggiavano le tegole di copertura del tetto e che erano ricoperti da terrecotte decorative dipinte.
- Per poter sorreggere le tegole, sopra la cornice del tetto venivano messe statuette chiamate antefisse, che potevano rappresentare teste umane o di animali: mentre sopra i bordi della cornice si potevano trovare gli acroteri, che potevano essere sia frontali, poste cioè al vertice del triangolo formato dal frontone, che laterali, cioè posizionate alla base della cornice.

Va ricordato infine che parte integrante del tempio dorico era tutto il suo apparato decorativo. Seppure in genere si sia completamente perduto, nel corso degli scavi dei templi si sono sempre ritrovati numerosi frammenti o parti di esso, permettendo non di rado di individuare così la divinità che vi era venerata. L'apparato decorativo consisteva in:

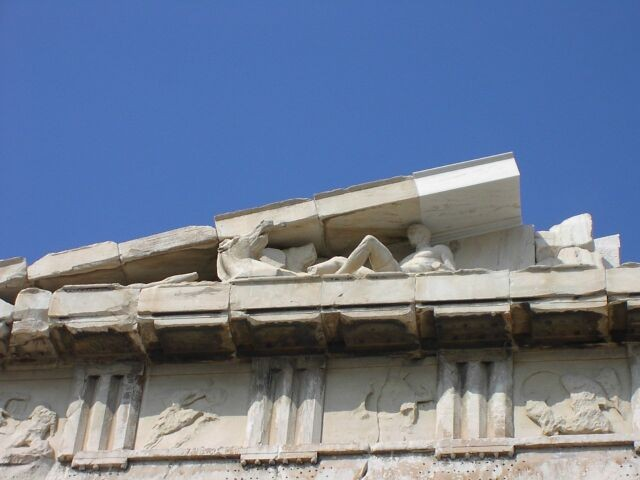
Resti di decorazione metopale nel fregio e scultorea nel frontone del Partenone

- un fine intonaco bianco che copriva tutta quanta l'architettura templare, dalle colonne alle trabeazioni, e che era dipinto a motivi geometrici con diversi colori (resti di essa si possono riconoscere sulle colonne del Tempio E a Selinunte);
- le metope che decoravano il fregio, normalmente dipinte (tutte perdute), più raramente in rilievo (famose quelle del Heraion alla foce del Sele a Paestum, e quelle dei Templi C, D ed E di Selinunte) che ritraevano personaggi ed episodi mitici attinenti alla divinità venerata nel tempio;
- i gruppi di statue in marmo o in bronzo sistemate ordinatamente all'interno del frontone, con le sculture più alte poste verso il centro mentre quelle più piccole disposte ai lati, fino a quelle più basse che raggiungevano gli angoli del frontone;
- le terrecotte architettoniche (doccioni a protomi leonine, antefisse con gorgonèion, acroteri, kalypter hegemòn, ecc.) anch'esse dipinte con vivaci colori, che decoravano i bordi del tetto (ghéison) ed i suoi apici.

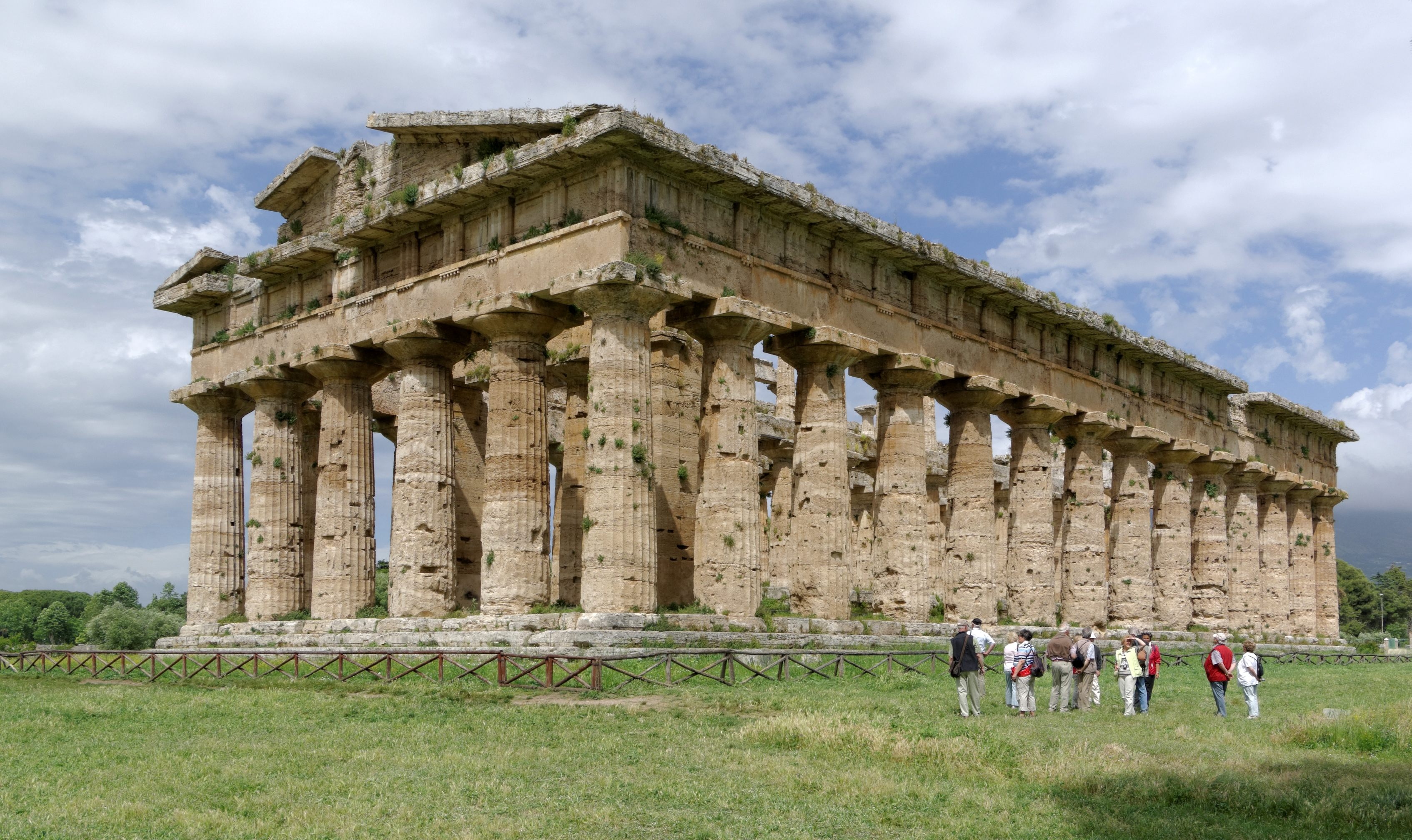
Un esempio classico di armonia: il cd. Tempio di Nettuno a Paestum (450 a.C.)

### Armonia del tempio dorico
Indipendentemente dalla provenienza o dalla cultura delle persone, o dalle conoscenze storico-artistiche che esse possono avere, la vista di un tempio dorico viene recepita istintivamente da tutti come qualcosa di straordinario e di bello; e non certo solo per le dimensioni imponenti del tempio. Questa sensazione è dovuta all'armonia intrinseca che possiede l'ordine dorico e che deriva in larga misura dalle dimensioni dei suoi elementi e dal rapporto esistente fra le diverse parti architettoniche. Vi è una ricerca di proporzionato equilibrio fra verticali e orizzontali, fra pieni e vuoti.
Proprio tra spazi pieni e spazi vuoti nel tempio dorico si crea una tale equipollenza da creare una unità strutturale nella quale gli spazi vuoti acquistano un valore pari a quelli pieni, diventando essi stessi elementi architettonici. "I due elementi, cioè pieno e vuoto, sono oramai inscindibili, così come inscindibili sono in un testo musicale note e pause..." (Mario Napoli).
Il tempio dorico viene costruito interamente sul modulo. Il modulo è la misura del diametro della colonna a terra. Il modulo può anche essere la misura dell'intercolumnio, ossia dello spazio esistente fra due colonne sul fronte del tempio. Il modulo diventa il metro su cui viene costruito tutto quanto il tempio.
- L'altezza della colonna è 4 o 5 volte il modulo.
- La trabeazione, così come il frontone, è 1/3 della colonna.
- L'architrave e il fregio sono ciascuno 1/6 dell'altezza della colonna.
- Il basamento del tempio con i gradini è la metà della trabeazione, cioè dovrebbe avere la stessa altezza dell'architrave o del fregio.[6]
- Il rapporto fra larghezza e lunghezza del tempio è in genere di 1:2 (cioè la lunghezza è il doppio della larghezza), raggiungendosi talora una maggiore armonia laddove la larghezza del fronte è i 2/5 della lunghezza (come nel caso del Tempio di Nettuno a Paestum).

Va ricordato e precisato comunque che l'ordine dorico non è costante. Seppure i princìpii basilari dell'armonia li si ritrovino in nuce fin dai templi dorici più antichi, tuttavia il raggiungimento della perfezione classica non poteva che avvenire progressivamente grazie ad un continuo aggiustamento delle incongruenze ed alla puntuale e sistematica correzione dei difetti riscontrati. E questo lo si riscontra tanto nei singoli elementi architettonici quanto negli edifici nel loro complesso (vedi più sotto "Templi dorici della Magna Grecia").
Proprio il problema della ricerca di un'armonia anche nelle proporzioni fra i lati lunghi e quelli corti di un tempio dorico, lo si riscontra negli esempi più antichi a Selinunte, dove il tempio F e il tempio C risultano ancora relativamente stretti ed alquanto allungati (il tempio C presenta addirittura 6 x 17 colonne).
Di questa ricerca ossessiva di armonia fanno parte anche:
- la rastremazione delle colonne, cioè il loro progressivo assottigliarsi verso l'alto;
- la presenza lungo tutto il fusto di scanalature con spigoli acuti che, creando giochi di luce e di ombra, danno corporeità alla colonna; le scanalature - che suggeriscono le pieghe di un peplo - possono avere una larghezza minore o maggiore, dunque aumentare o diminuire di numero, creando così effetti diversi;
- l'entasi, cioè il lieve rigonfiamento della colonna a circa 1/3 della sua altezza è un'enfatizzazione della sua funzione strutturale, come se si deformasse visibilmente sotto il peso della struttura architettonica

### Correzioni ottiche
Pure quando in piena epoca classica si raggiunse la perfezione nell'architettura del tempio dorico, la sola precisione matematica applicata agli elementi architettonici non bastò ai Greci, che tenevano in grande considerazione la perfezione visiva del tempio, per cui essi applicarono una serie di impercettibili correzioni ottiche affinché anche la visuale e non solo l'architettura in sé risultasse perfetta.
Queste correzioni ottiche che risultano quando si misurano gli elementi architettonici sono:
- l'entasi: il rigonfiamento della colonna, a circa 1/3 dell'altezza, per ovviare all'effetto ottico di riduzione di diametro dovuto alla luce del sole;
- l'interasse delle colonne: l'intercolumnio è maggiore tra le colonne in corrispondenza dell'ingresso alla cella, mentre viene ridotto tra le colonne laterali, per via del cosiddetto conflitto angolare;
- poiché la misura dell'interasse delle colonne (o del diametro delle colonne) può cambiare dal fronte rispetto ai lati, le colonne angolari del tempio risultano leggermente ovali affinché la loro vista di lato o di fronte risulti coerente con le altre colonne;
- un maggiore diametro delle colonne esterne dei prospetti nei templi peripteri, perché avendo come sfondo il cielo, se di pari diametro di quelle centrali, sarebbero apparse più snelle;
- una leggera inclinazione delle colonne del fronte verso l'interno del tempio, per correggere la percezione dell'occhio umano che tenderebbe a vederle pendere verso l'esterno e come in procinto di cadere addosso;
- per lo stesso motivo le colonne angolari risultano anch'esse lievemente inclinate verso il centro per evitare effetti di divergenza;
- un leggero incurvamento convesso, sia dello stilobate che della trabeazione (al centro le altezze del pavimento e della trabeazione sono maggiori che non ai lati) per correggere la tendenza dell'occhio umano a vedere ricurve verso l'alto le linee orizzontali che sostengono masse o volumi (sullo stilobate grava l'intero edificio; sulla trabeazione il timpano);
- le colonne angolari venivano presumibilmente colorate di nero, per mantenere la sequenza di chiaro-scuro tra le colonne bianche e lo sfondo del naos che è infatti più scuro.

### Templi dorici della Magna Grecia e della Sicilia

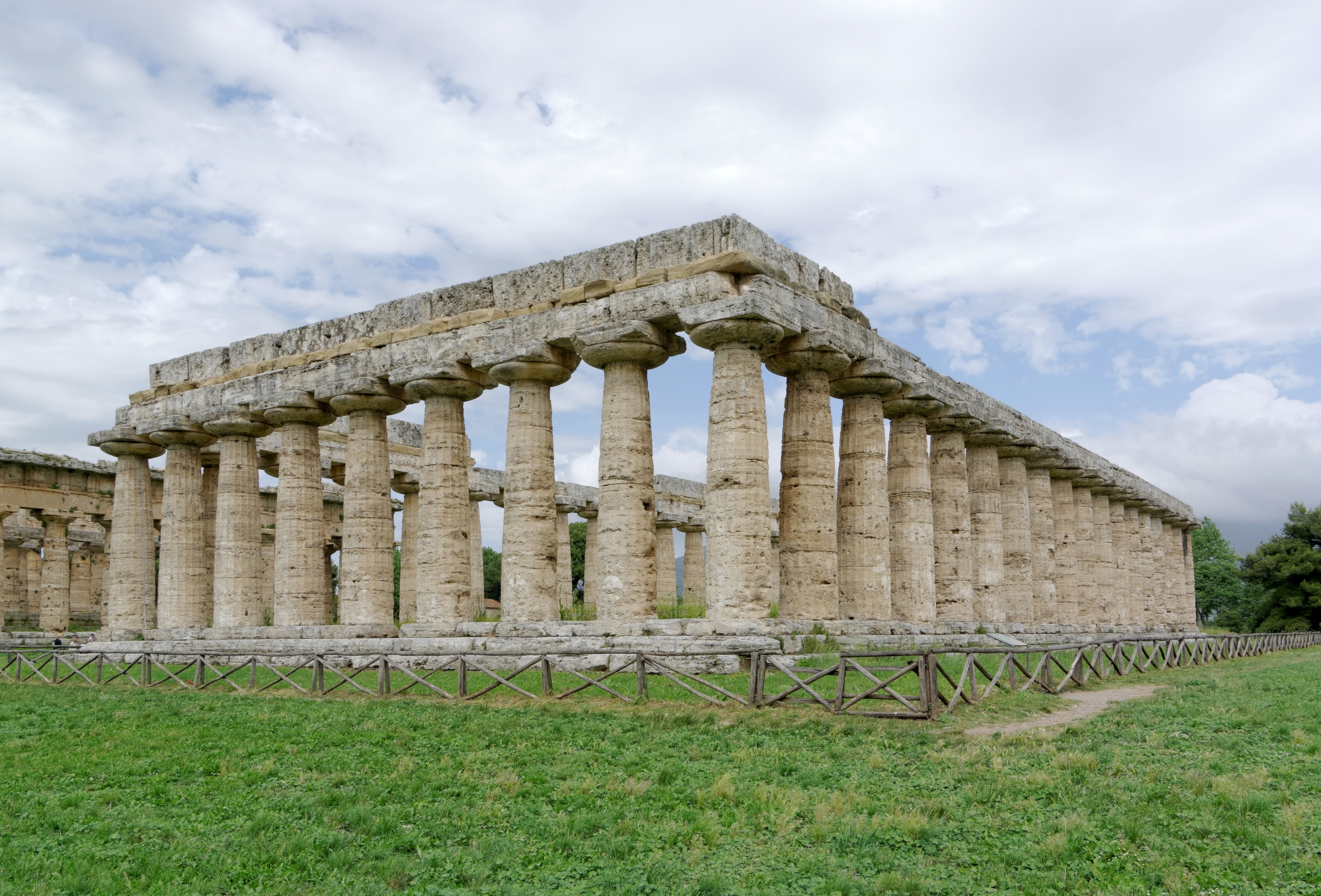
Paestum, la cd. Basilica con i suoi numerosi "tratti arcaici"

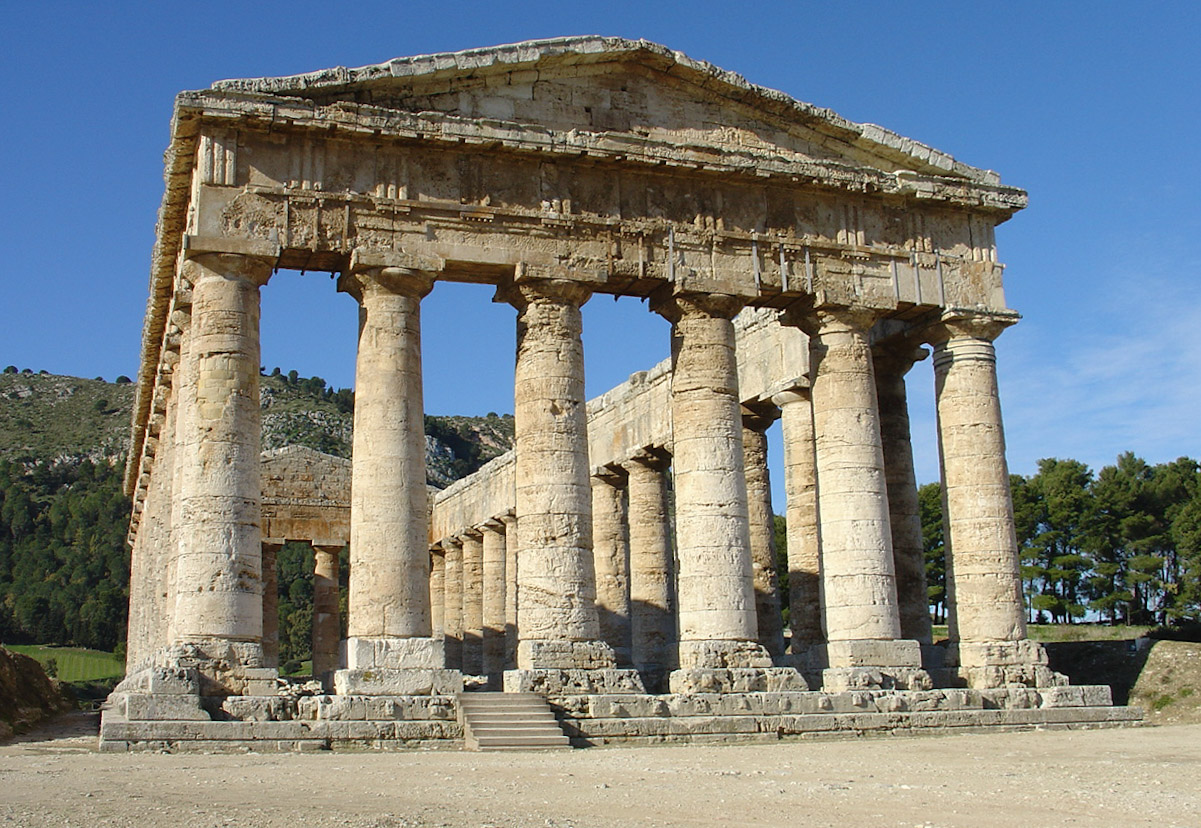
A Segesta, un tempio dorico incompiuto

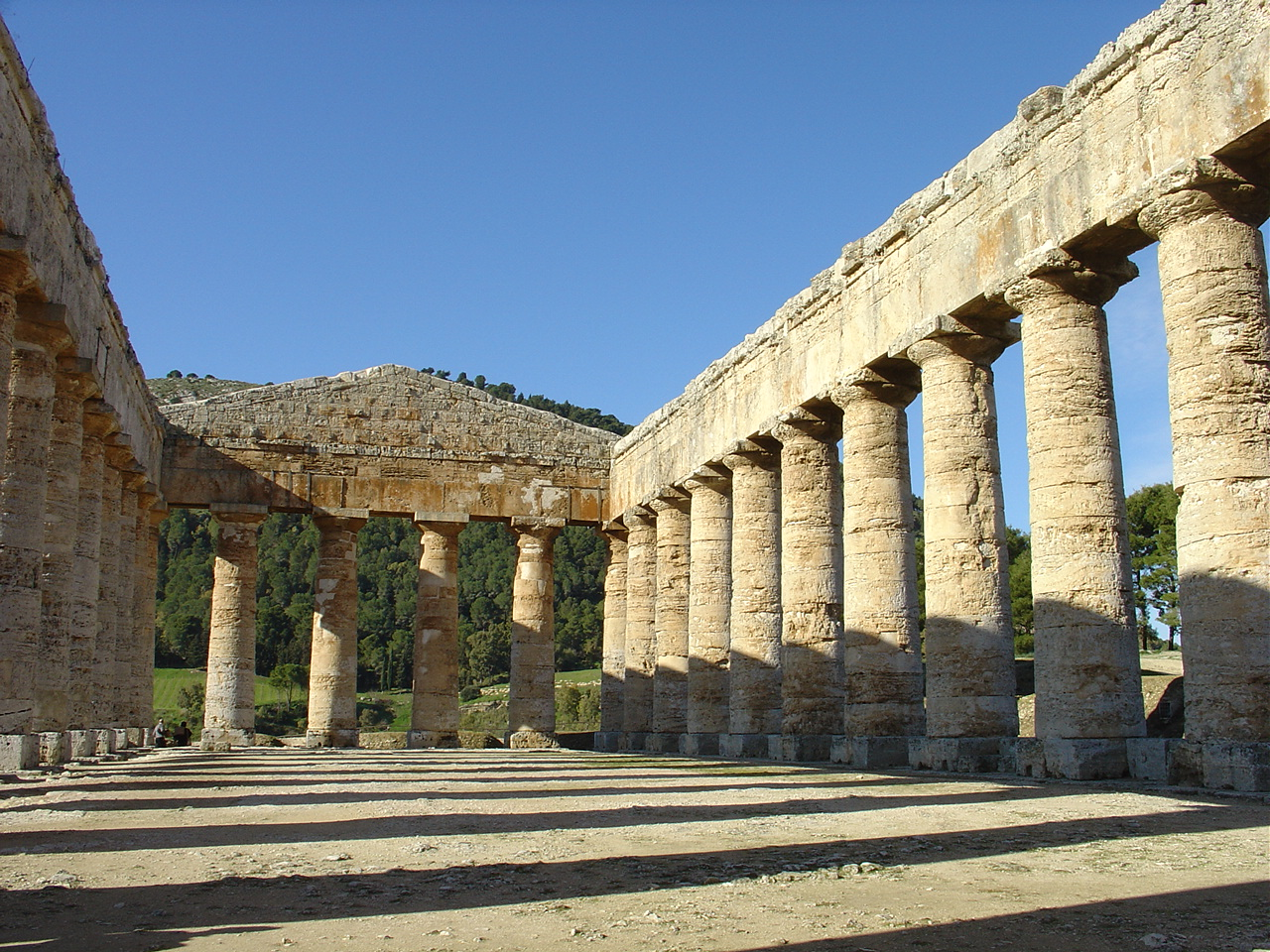
Interno del tempio di Segesta

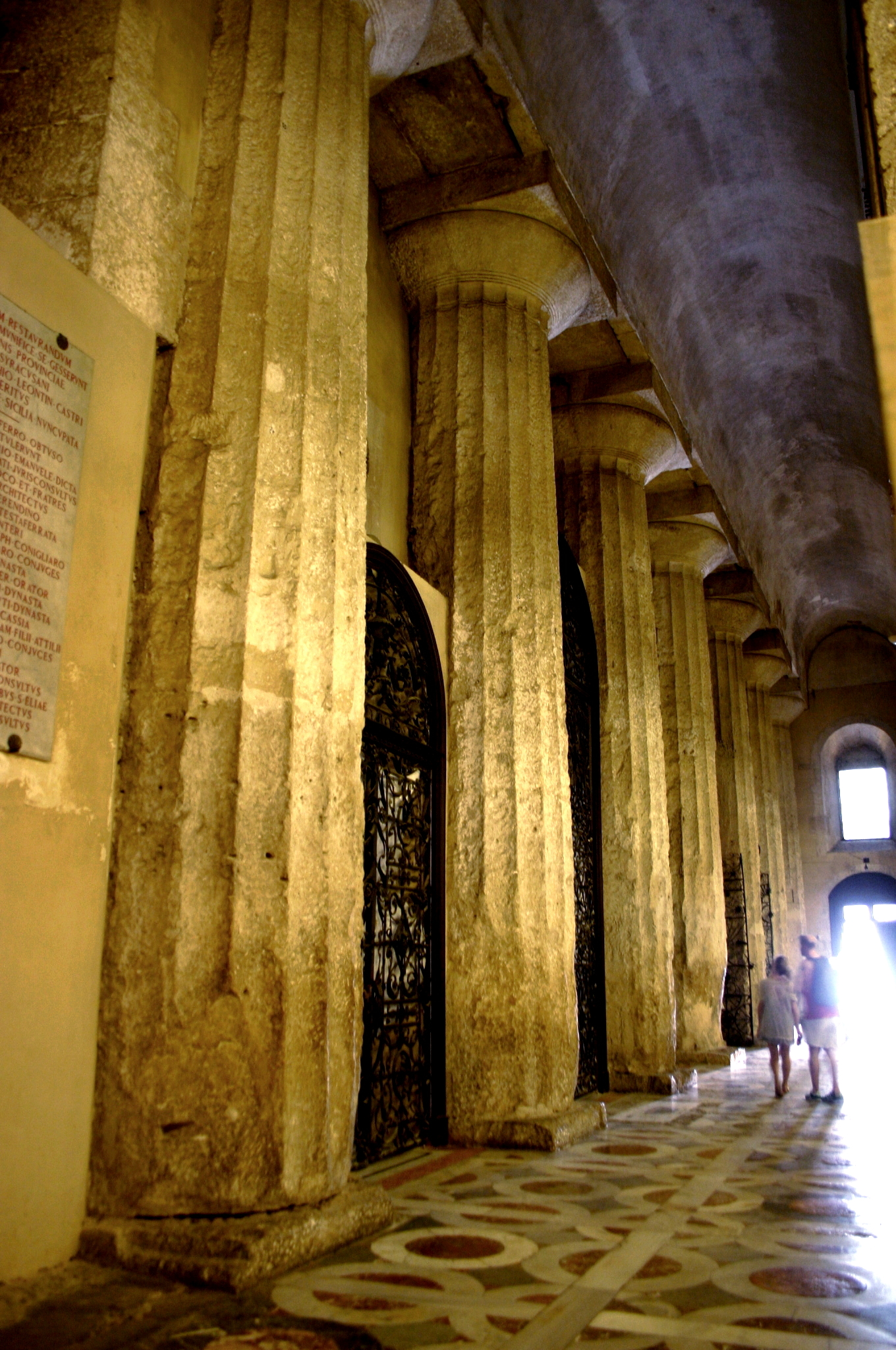
Duomo di Siracusa (interno, navata destra)

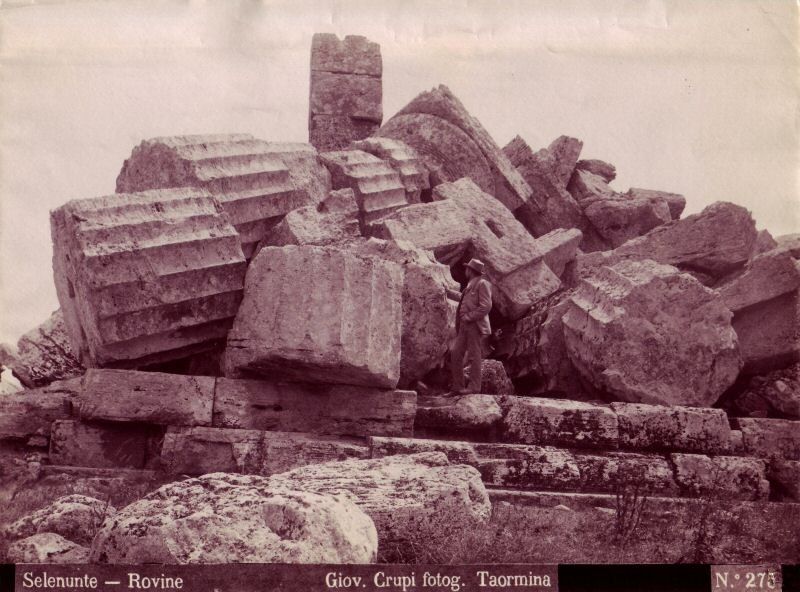
Selinunte, rovine colossali del Tempio G.
(Foto di Giovanni Crupi)

Il tempio dorico fu ampiamente utilizzato nelle colonie della Magna Grecia e della Sicilia.
Si segnalano gli esempi più significativi e particolari:
- i templi dorici più antichi in Italia meridionale li abbiamo a Siracusa (dove il tempio di Apollo ad Ortigia presenta ancora colonne monolitiche e tozze) ed a Paestum (dove la cosiddetta Basilica presenta una cella a due navate e fronte del tempio con numero dispari di colonne, inoltre ha colonne con un'entasi ed una rastremazione molto accentuate, ed infine i capitelli sono fortemente schiacciati);
- l'evoluzione del tempio dorico la si può seguire a Paestum confrontando soprattutto la forma dei capitelli dei templi chiamati "Basilica", "di Cerere", e "di Nettuno", oltre che la forma delle loro colonne ed infine la pianta dei templi;
- i templi di maggiori dimensioni si trovano ad Agrigento (tempio di Zeus Olimpio: 113 x 56 m, con colonne alte dai 14 ai 19 m, di 4,30 m di diametro) e a Selinunte (Tempio G: 113 x 54 m, con colonne alte 16 m e di 3,40 m di diametro);
- i templi dorici meglio conservati si trovano a Paestum (cosiddetti "di Nettuno", e "di Cerere") e ad Agrigento (tempio della Concordia);
- templi che presentano stili diversi sono: a Selinunte il Tempio G (che, per il protrarsi della sua costruzione durata 120 anni, presenta un dorico arcaico sul lato est, mentre verso ovest è un dorico classico); a Paestum il cosiddetto Tempio di Cerere (che presenta una peristasi dorica, mentre all'interno le colonne del pronao erano in stile ionico);
- uno pseudo-tempio dorico (incompiuto) lo troviamo a Segesta, dove le colonne non presentano scanalature ed all'interno del tempio non vi è alcuna cella, mentre i blocchi del basamento presentano ancora delle protuberanze che servivano per il loro sollevamento e messa in opera;
- Esempi di templi dorici trasformati in chiese cristiane, sono riconoscibili all'interno del Duomo di Siracusa (tempio di Atena) e nel prospetto del duomo di Gela;
- templi dorici ridotti a imponenti cumuli di rovine si possono ammirare a Selinunte ed Agrigento (distrutti dai Cartaginesi nel 409-406 a.C. o da terremoti avvenuti in epoca bizantina, VI-IX secolo d.C.).

### Il Partenone
Il più importante edificio templare edificato in ordine dorico, anche se con proporzioni che si avvicinano a quello ionico, è il Partenone. Nonostante le dimensioni enormi, ha delle proporzioni perfette nella corrispondenza fra le diverse parti e il tutto. L'equilibrio e i rapporti modulari che ne costituiscono la geometria di base non sono applicati rigidamente, ma si ritrovano anche diverse correzioni ottiche nelle colonne e nello stilobate per ovviare agli effetti della forte luce mediterranea ed evitare effetti di schiacciamento dovuti alle dimensioni.

## Tempio ionico

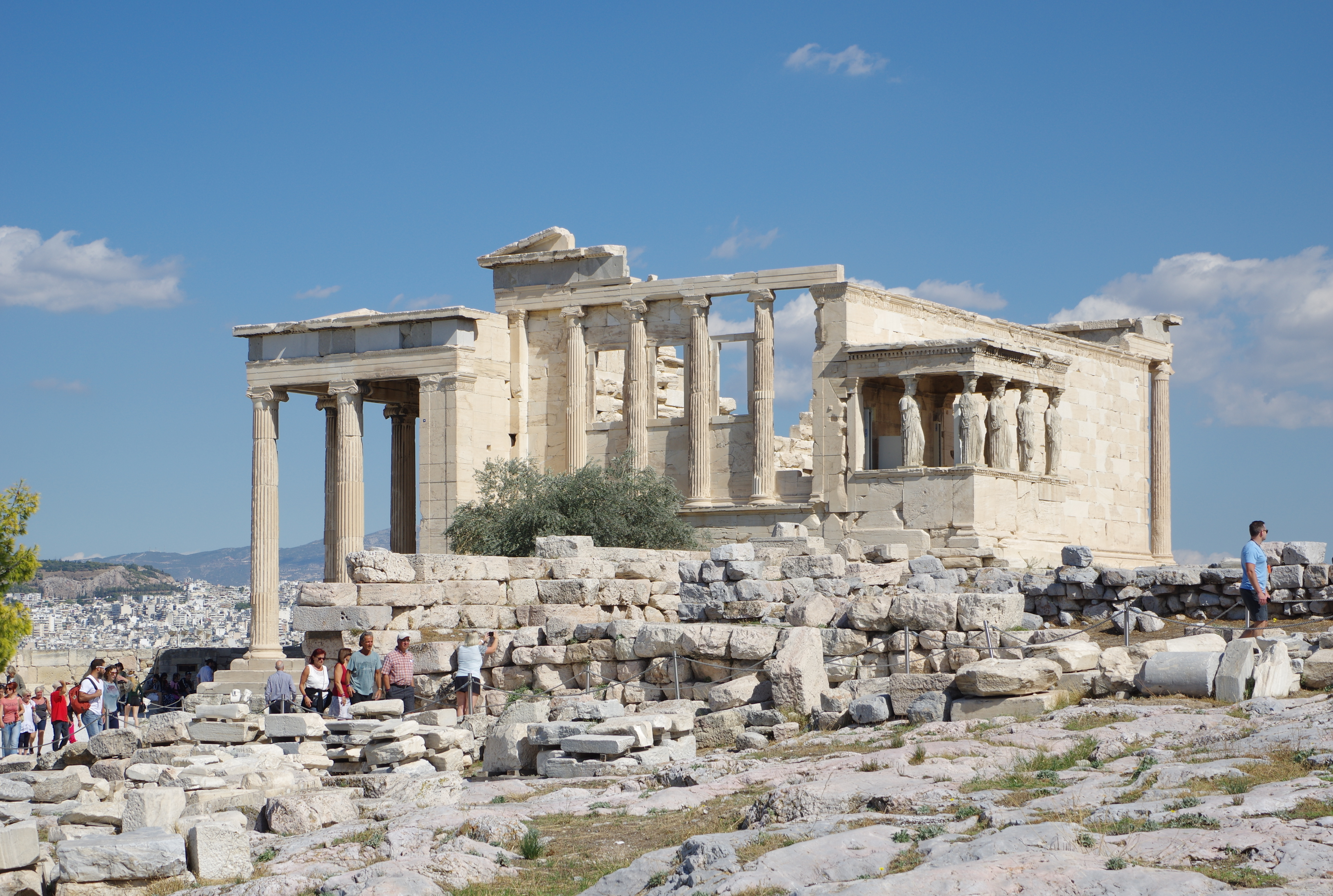
Ordine ionico: l'Eretteo sull'Acropoli di Atene

L'apparizione del tempio ionico, il più antico dei quali sembra essere il II Heraion di Samo, è databile intorno alla metà del VI secolo a.C. (quasi contemporaneamente con quello dorico). Oltre alla forma, più leggera e slanciata del tempio dorico, si caratterizza per alcuni elementi innovativi: 
- La base, che non era presente nel tempio dorico (infatti nel dorico il fusto poggiava direttamente sullo stilobate),che a sua volta era formata da 3 elementi: due tori, cioè due elementi convessi a forma di disco, nella base attica uno superiore e uno inferiore, e la scozia, un elemento centrale concavo a forma di canale.
- Il capitello, unito al fusto da un elemento chiamato collarino, presenta degli ovoli nell'echino e nell'abaco ci sono delle decorazioni: inoltre quest'ultimo era più stretto di quello dorico, tanto da essere considerata una semplice scanalatura.
- l'architrave: suddivisa orizzontalmente in tre fasce, ciascuna aggettante (sporgente) verso l'esterno rispetto a quella inferiore, e coronata superiormente da modanature
- il fregio: continuo e scolpito con bassorilievi
- la cornice: decorata con dentelli.

Esempi di templi ionici, testimoniati soprattutto nelle città greche dell'Asia Minore, sono il Tempio di Atena Nike sull'Acropoli, il tempio di Artemide ad Efeso, quello di Atena Poliade a Priene, ed il gigantesco tempio di Apollo a Didima, di età ellenistica.

## Tempio corinzio

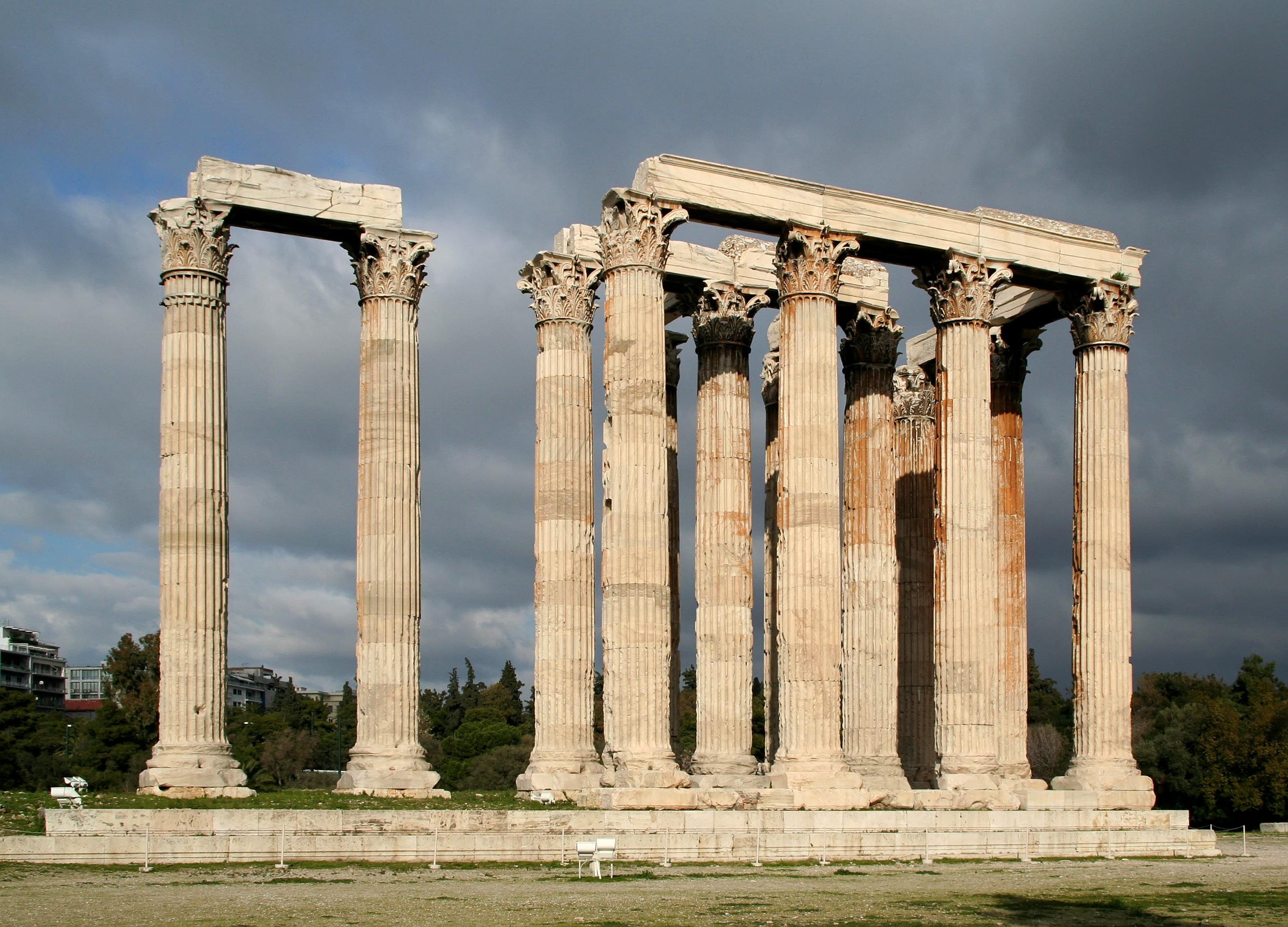
Il tempio di Zeus Olimpio ad Atene

La struttura del tempio corinzio non è dissimile da quella dello ionico, se non per il capitello, decorato con foglie d'acanto, e poi per la base della colonna, diversa da quella ionica. La leggenda vuole che lo scultore greco Callimaco sia stato ispirato casualmente da un cesto trovato vicino ad una tomba. Il cesto, lasciato da qualche familiare del defunto, era chiuso in alto da una pietra quadrata (una sorta di abaco) ed al di sotto di esso era cresciuta una pianta di acanto, le cui foglie fuoriuscivano attorno al cesto. Da notare inoltre che la base delle colonne può essere ulteriormente rialzata mediante l'uso di un plinto.
La nuova foggia del capitello apparve isolatamente già alla fine del V secolo a.C. nel tempio di Apollo a Bassae. Nel IV secolo a.C. troviamo il corinzio adottato nel thòlos di Epidauro e nel Philippeion di Olimpia. Edifici templari interamente corinzi si hanno solo in età ellenistica ed avranno grandissima diffusione nell'architettura romana.